# Йоскаба
Йоскаба (исп. Yoscaba) — поселок в Аргентине.  Входит в состав департамента Санта-Каталина и провинции Жужуй. 
Численность населения — 34 жителя (2010).

## Транспорт
- Автомагистрали
- RP7a

Расстояние по автодороге:
- до адм.центра департамента Санта-Каталина - 32 км
- до адм.центра  провинции Сан-Сальвадор-де-Жужуй - 301 км
- до ближайшего крупного города Ла-Кьяка - 54 км

## Демография
По данным национального института статистики и переписи населения численность населения города составляла:
| Население чел.(1991) | Население чел.(2001) | Население чел.(2010) | мужское чел.(2010) | женское чел.(2010) | Динамика изменения в % (2001 → 2010) |
| -------------------- | -------------------- | -------------------- | ------------------ | ------------------ | ------------------------------------ |
| 10                   | 20                   | 34                   | 21                 | 13                 | ▲6.11%                               |